# مياه الاتزان في السفن
الصابورة أو ثقل الموازنة أو مياه الاتزان غير النظيفة هي المواد المستخدمة لتوفير الاستقرار للمركبة أو الهيكل. يمكن وضع الصابورة ، بخلاف البضائع ، في مركبة ، غالبًا سفينة أو جندول بالون أو منطاد ، لتوفير الاستقرار . تسمى الحجرة الموجودة داخل قارب أو سفينة أو غواصة أو أي هيكل عائم آخر يحمل الماء خزان الصابورة . يجب أن يتحرك الماء من وإلى خزان الصابورة لموازنة السفينة. في وعاء يسافر على الماء ، ستبقى الصابورة تحت مستوى الماء ، لمواجهة آثار الوزن فوق مستوى الماء.  يمكن إعادة توزيع الصابورة في الوعاء أو التخلص منه تمامًا لتغيير آثاره على حركة الوعاء.

## التاريخ
يمكن رؤية المفهوم الأساسي وراء خزان الصابورة في العديد من أشكال الحياة المائية ، مثل السمكة المنتفخة أو أعضاء مجموعة الأرجون من الأخطبوط .  تم اختراع المفهوم وإعادة اختراعه مرات عديدة من قبل البشر لخدمة مجموعة متنوعة من الأغراض. في القرن التاسع عشر ، كانت قوارب الشحن العائدة من أوروبا إلى أمريكا الشمالية تحمل الأحجار المحاجر كصابورة ، مما ساهم في التراث المعماري لبعض مدن الساحل الشرقي (مثل مونتريال) ، حيث تم استخدام هذا الحجر في البناء.

## الاستخدامات

واحدة من وظائف عارضة يخت هو توفير الصابورة.

الصابورة تخذ أشكالا عديدة. أبسط أشكال الصابورة المستخدمة في البحارة يوم صغير يسمى «الصابورة الحية» ، أو وزن الطاقم. من خلال الجلوس على الجهة السفلية من البدن ، يجب أن ترفع لحظة الضغط ثقل الطاقم. في قوارب السباقات الأكثر تقدماً ، يتم استخدام أداة ربط سلكية تسمى أرجوحة للسماح للطاقم بالتعليق بشكل كامل على جانب الهيكل دون السقوط ؛ هذا يوفر كميات أكبر بكثير من لحظة تصحيح بسبب الرافعة الكبيرة لوزن الطاقم ، ولكن يمكن أن تكون خطرة إذا ماتت الرياح فجأة ، حيث أن الخسارة المفاجئة لحظة الكعب يمكن أن تتخلص من الطاقم في الماء. في الأوعية الحديثة الأكبر حجماً ، يتم تصنيع العارضة أو ملؤها بمادة عالية الكثافة ، مثل الخرسانة أو الحديد أو الرصاص . بوضع الوزن المنخفض قدر الإمكان (غالبًا في لمبة كبيرة في أسفل العارضة) يمكن استخلاص أقصى لحظات اليمين من الكتلة المعطاة. الأشكال التقليدية من الصابورة المحمولة داخل الهيكل هي الحجارة أو الرمال.
يتم استخدام الصابورة الشراعية في المراكب الشراعية لتوفير لحظة لمقاومة القوات الجانبية على الشراع . سوف تميل القوارب غير الموصلة بالقدر الكافي إلى الحافة ، أو الكعب ، بشكل مفرط في رياح شديدة. الكثير من الكعب قد يؤدي إلى انقلاب القارب. إذا كان يتعين على سفينة الإبحار القيام برحلة دون شحن ، فسيتم تحميل صابورة ذات قيمة ضئيلة أو معدومة لإبقاء السفينة في وضع مستقيم. ثم يتم التخلص من بعض أو كل هذا الصابورة عند تحميل البضائع.
يضاف أيضًا وزن الصابورة إلى سيارة السباق لتغيير أدائها. في معظم سلاسل السباقات ، يكون للوزن الأدنى المسموح للسيارات. في كثير من الأحيان ، يكون الوزن الفعلي للسيارة أقل ، لذلك يتم استخدام الصابورة لرفعها إلى الحد الأدنى. الميزة هي أنه يمكن وضع الصابورة للتأثير على التعامل مع السيارة من خلال تغيير توزيع الحمولة . هذا شبه عالمي في الفورمولا 1 . ومن الشائع أيضًا في سلسلة السباقات الأخرى أن الصابورة قد تكون موجودة فقط في مواقع معينة على السيارة. في بعض سلاسل السباقات ، على سبيل المثال ، British Touring Car Championship ، يتم استخدام ballast كإعاقة ، حيث يتم إعطاء السائقين الرئيسيين في نهاية سباق واحد المزيد من الصابورة للسباق التالي.
يمكن حمل الصابورة أيضًا على متن طائرة. على سبيل المثال ، في عملية الانزلاق ، يمكن استخدامها لزيادة السرعة و / أو ضبط مركز الثقل للطائرة ، أو في بالون كمعوض للطفو .

## في الشحن التجاري
إذا كانت سفينة الشحن (مثل ناقلة أو ناقلة بضائع أو سفينة حاويات) ترغب في السفر فارغة أو فارغة جزئيًا لجمع البضائع ، فيجب عليها السفر في الصابورة . هذا يبقي السفينة في تقليم ، ويبقي المروحة والدفعة المغمورة. عادةً ما يعني «الصابورة» إغراق صهاريج الصابورة بمياه البحر. تنشأ مشاكل خطيرة عندما يتم تصريف مياه الصابورة ، لأن الكائنات التي تنقلها المياه قد تسبب الفوضى عند ترسبها في بيئات جديدة.